# Барлах, Эрнст
Эрнст Ба́рлах (нем. Ernst Barlach, 2 января 1870, Ведель, Гольштейн — 24 октября 1938, Росток) — немецкий скульптор, художник и писатель. Реалист и экспрессионист.

## Биография

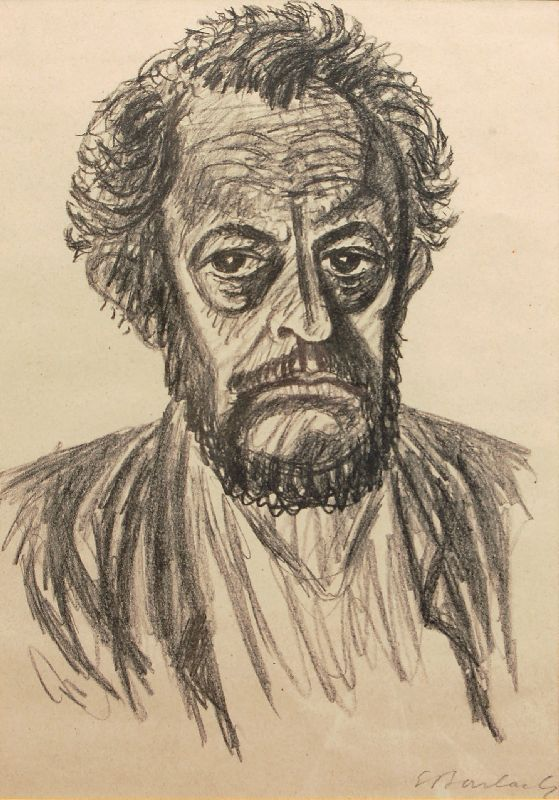
Автопортрет. 1928

В 1888—1891 годах учился в Школе искусств и ремёсел в Гамбурге, в 1891—1895 годах — в дрезденской Академии изобразительных искусств (в мастерской Роберта Дитца), в 1895—1896 годах — в Париже, в академии Жюлиана. В ранних скульптурах, керамике, графике был близок к югендстилю. В 1906 году по приглашению брата, работавшего в Харькове, посетил Россию (Харьков, Покотиловка, Константиновка, Белгород, Бахмут). В 1907 году стал членом «Берлинского сецессиона», сотрудничал в журнале «Симплициссимус». В 1909 году работал во Флоренции. Обратился к немецкой готике, оказавшей решающее воздействие на стиль его зрелых работ. В 1910 году поселился в Гюстрове, где прожил всю оставшуюся жизнь.
Из патриотических чувств поддержал мировую войну, в 1915—1916 годах воевал в пехоте, вернулся с фронта убеждённым пацифистом. В 1917 году в галерее Касирера прошла персональная выставка Барлаха, принесшая ему широкую известность. Был принят в члены Прусской академии художеств (1919), Мюнхенской академии изобразительных искусств (1925), получил премию Клейста (1924). Иллюстрировал «Фауста» Гёте (1923).
После прихода нацистов к власти антивоенный пафос работ Барлаха пришёл в столкновение с милитаристским духом «новой Германии». В 1937 году работы скульптора были изъяты из музеев, церквей и других общественных мест и осуждены как «дегенеративное искусство» (произведения Барлаха и других художников-авангардистов экспонировались в 1937—1941 годах на передвижной выставке образцов «дегенеративного искусства» в 13 городах Германии). При  этом работы скульптора нравились министру пропаганды Йозефу Геббельсу: в 1933 году он поставил на своём столе скульптуру Барлаха «Человек в бурю», а в 1936 году с началом гонений на скульптора перенес её в свой дом на Шваненвердере.
В 1938 году Барлах был вынужден выйти из Прусской академии искусств, работал тайком. В последние годы жизни он тяжело болел. Умер от третьего инфаркта.
Музей Эрнста Барлаха расположен в парке Йениш-хаусa в Гамбурге.

## Произведения

### Скульптурные произведения
- Нищенка с чашкой (1906)
- Русская нищая (1907)
- Русская любовная пара (1908)
- Сидящая (1908)
- Мститель (1914)
- Моисей (1919)
- Измученное человечество (1919)
- Сводня (1920)
- Парящий Бог-Отец (1922)
- Аскет (1925)
- Встреча (1926)
- Памятник павшим (1927, Гюстров)

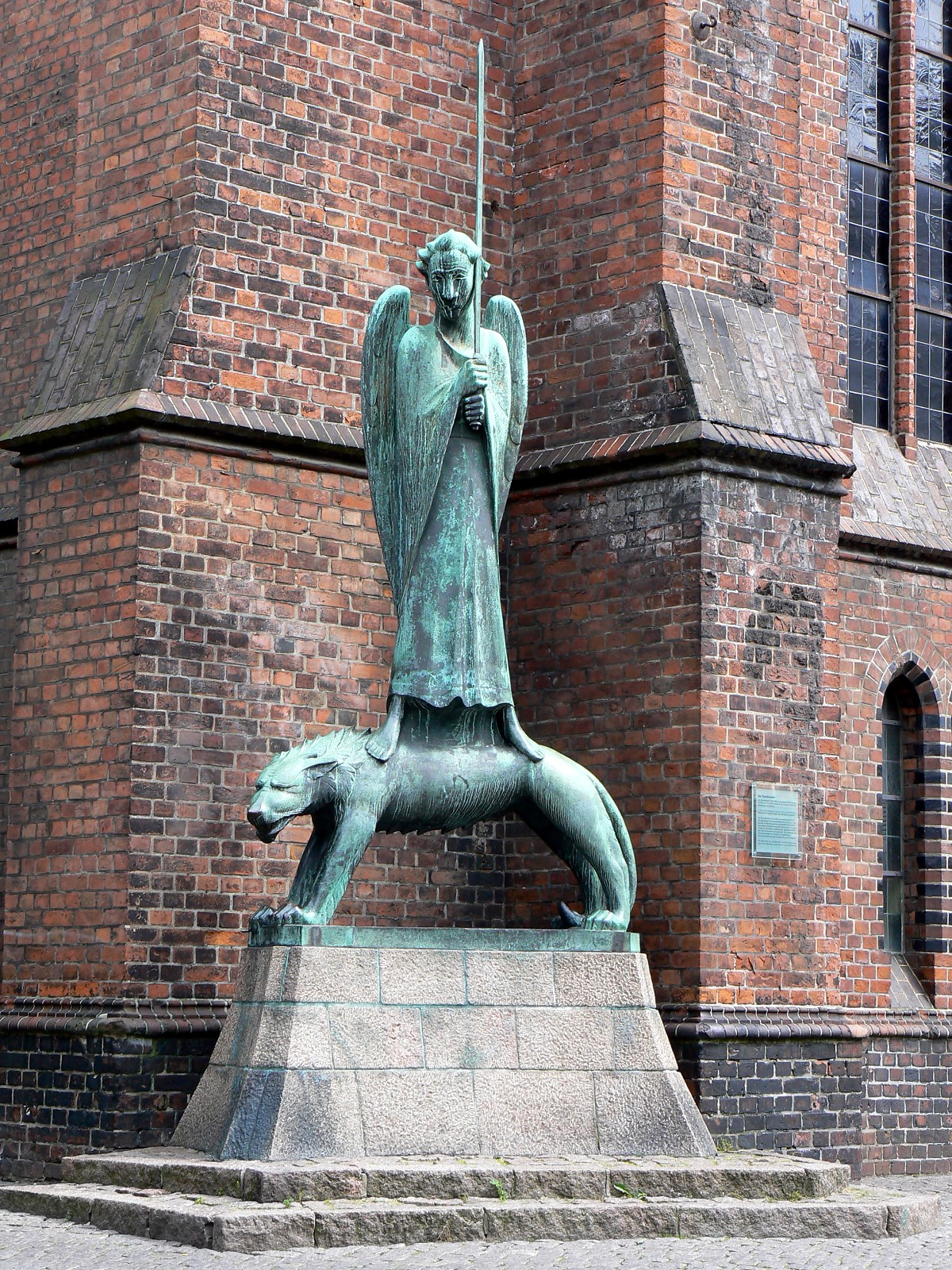
Эрнст Барлах «Духоборец», Киль

- Распятие на алтаре церкви Святой Елизаветы в Марбурге (1931)

## Парящий ангел

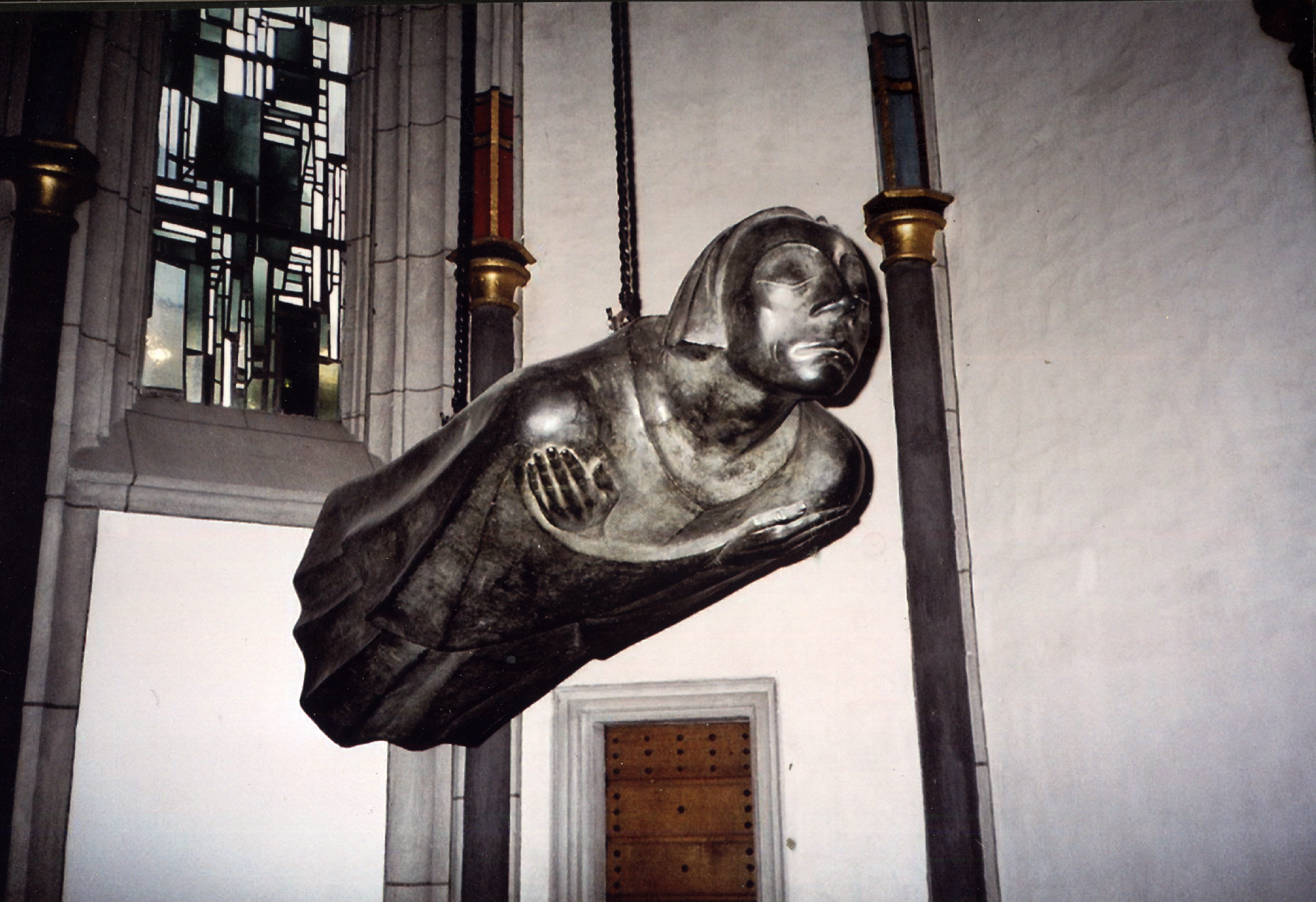
Парящий ангел

«Парящий ангел» — скульптора Эрнста Барлаха. Черты лица ангела повторяют облик художницы Кете Кольвиц, чей сын погиб через несколько дней после начала Первой мировой войны. Между Барлахом и Кельвиц существовало глубокое взаимопонимание, выражавшееся не столько в личном общении, сколько в нескрываемом, открытом почитании творчества друг друга. Скульптура была создана для собора в Гюстрове в 1927 году и является откликом на страдания матерей, потерявших детей в годы Первой мировой войны. В 1937 году она была изъята и переплавлена для производства оружия. Позже по сохранившемуся гипсовому оригиналу были воспроизведены две скульптуры: для Кёльна и для Гюстрова.
Скульптура находится в Кёльне в Антонитеркирхе (Antoniterkirche), которая была построена в 1384 году. После того как в городе было разрешено селиться протестантам, церковь была передана их общине.

## Скульптуры русского цикла
Посещение России произвело на мастера чрезвычайно сильное впечатление. «Россия открыла мне своё лицо», — писал Барлах в своей биографии, опубликованной в 1928 году. Его персонажи относятся к низшим слоям общества — крестьянам, беднякам, нищим и вообще угнетённым. Темами его скульптур являлись разнообразные виды несчастий: голод, нищета, смерть и траур.
После Первой мировой войны в его тематику вошли и лишения, связанные с военными невзгодами. При этом Барлах нашел в них много общего с переживаниями населения Северных областей Германии.
Изделия из фарфора производства фабрики в Тюрингии. В настоящее время находятся в Международном музее фарфора в городе Вайдене (Weiden), ФРГ.

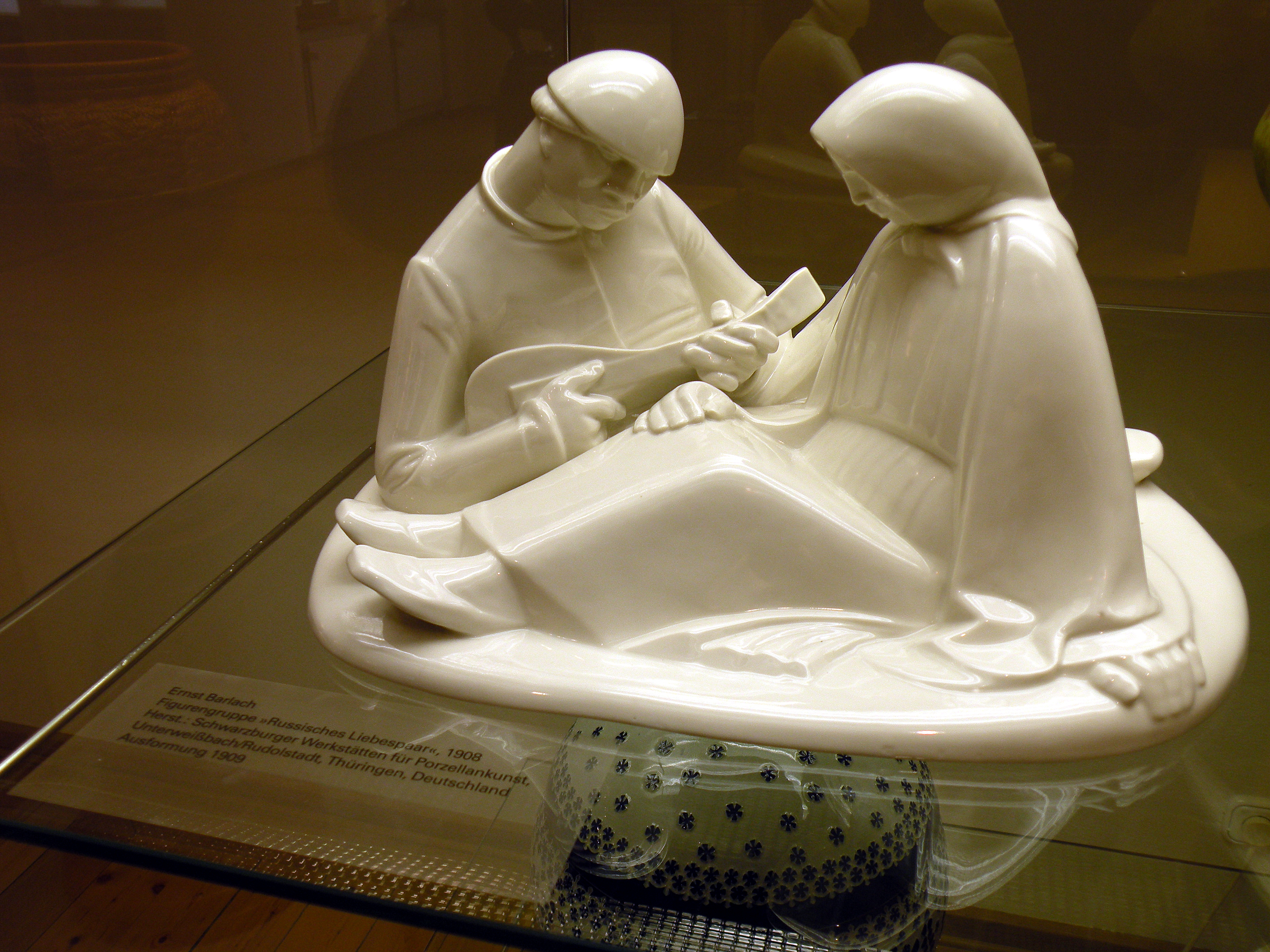
Русская любовная пара
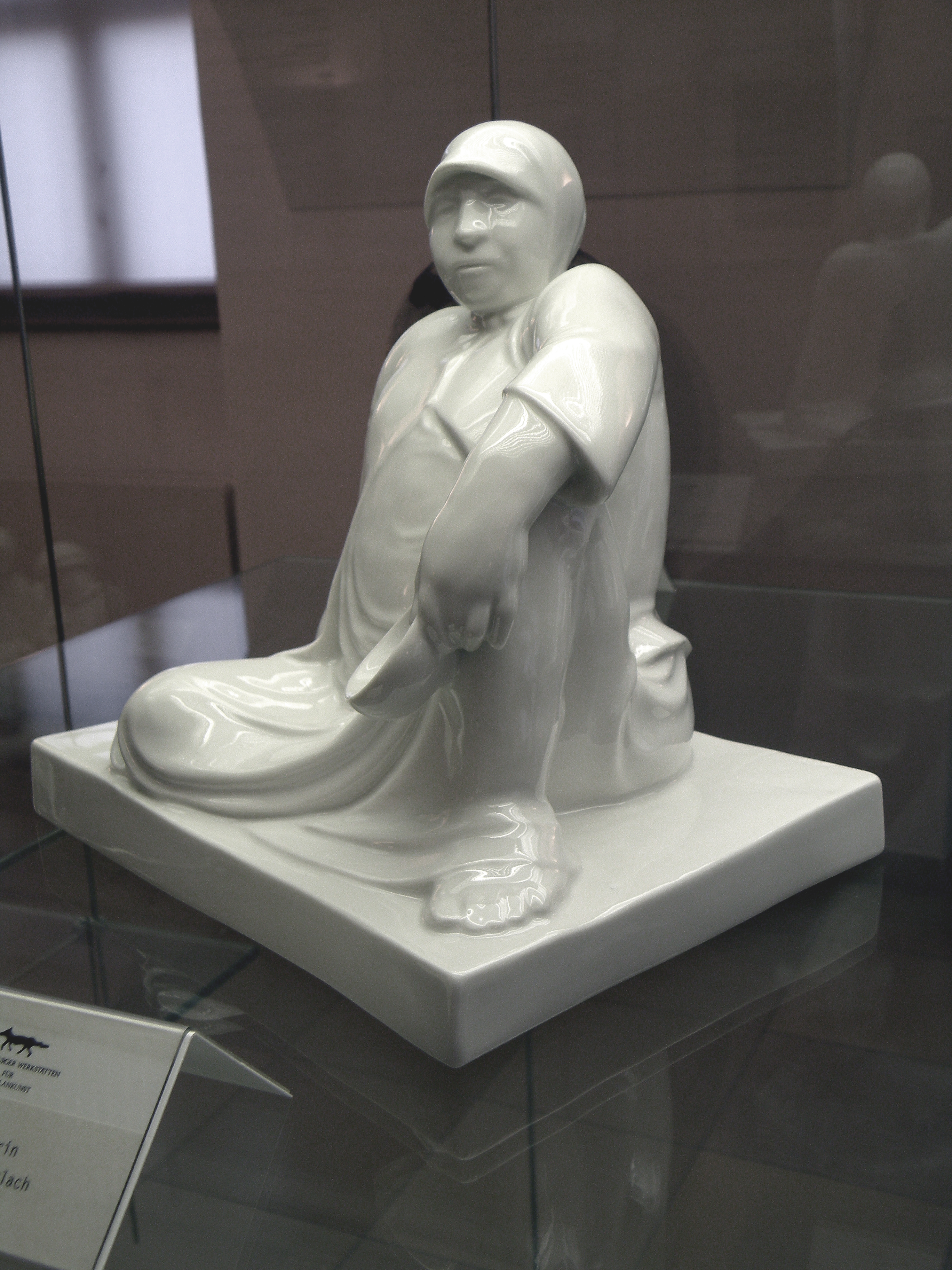
Нищенка с чашкой
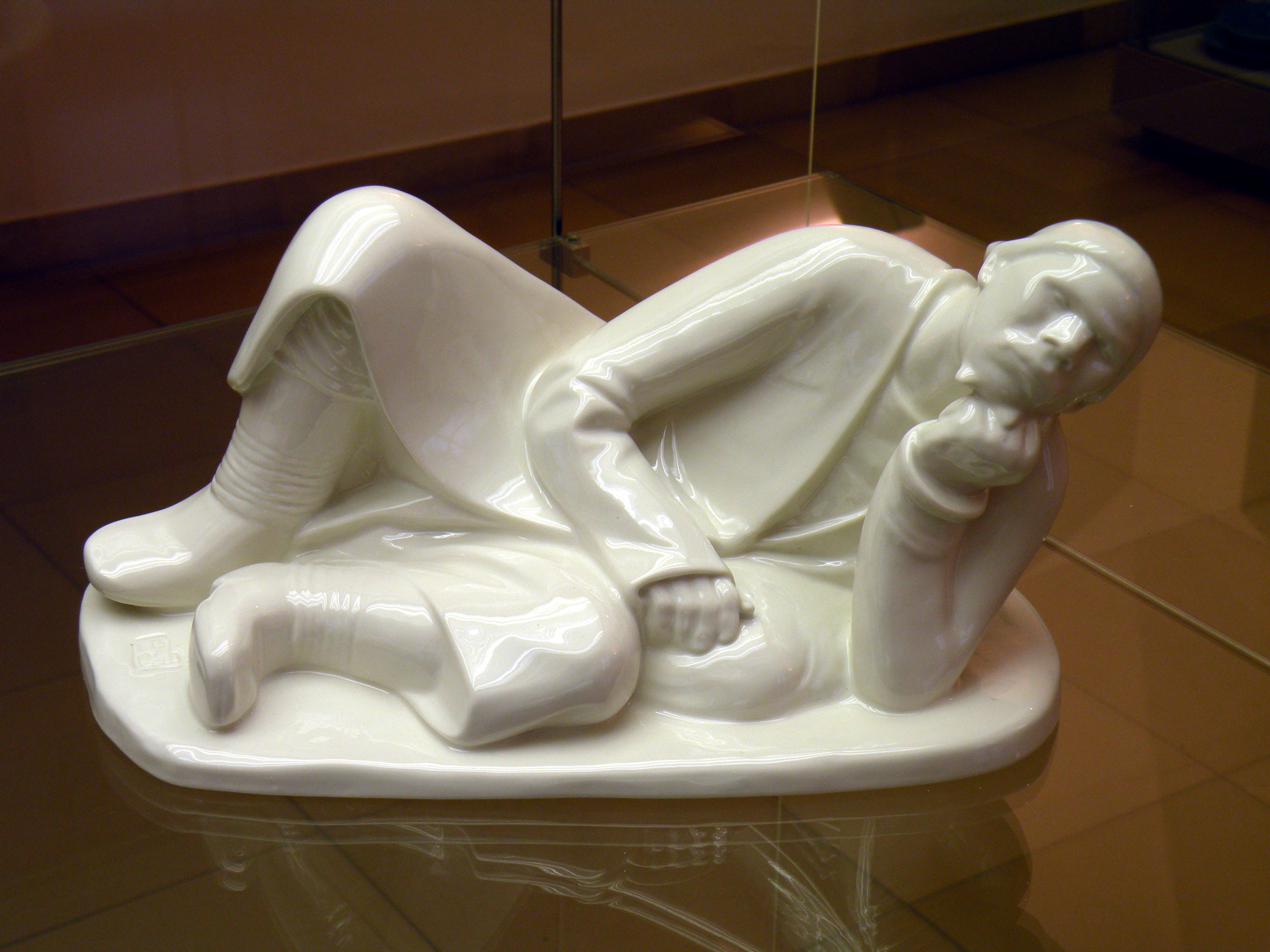
Лежащий
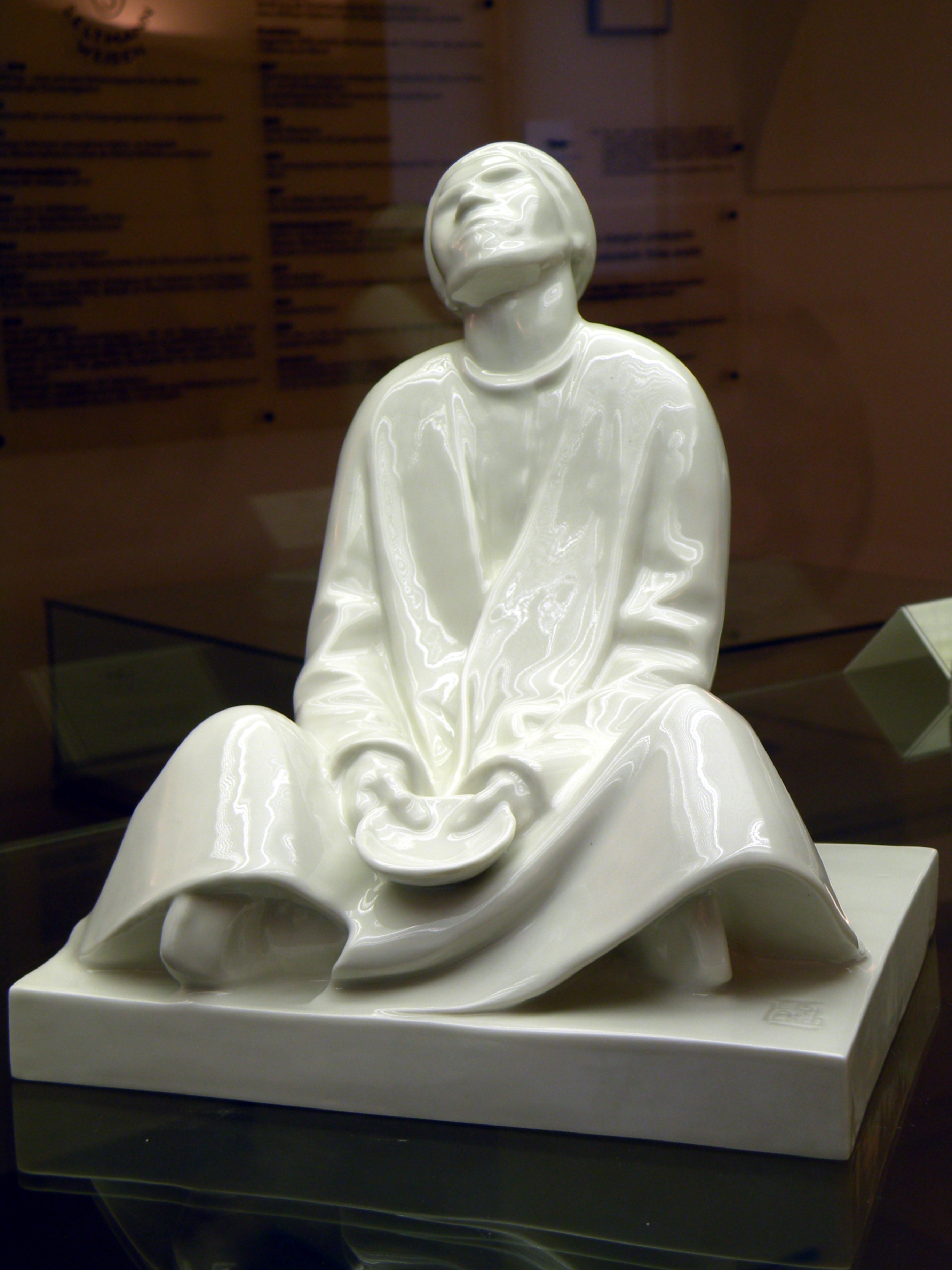
Слепой нищий
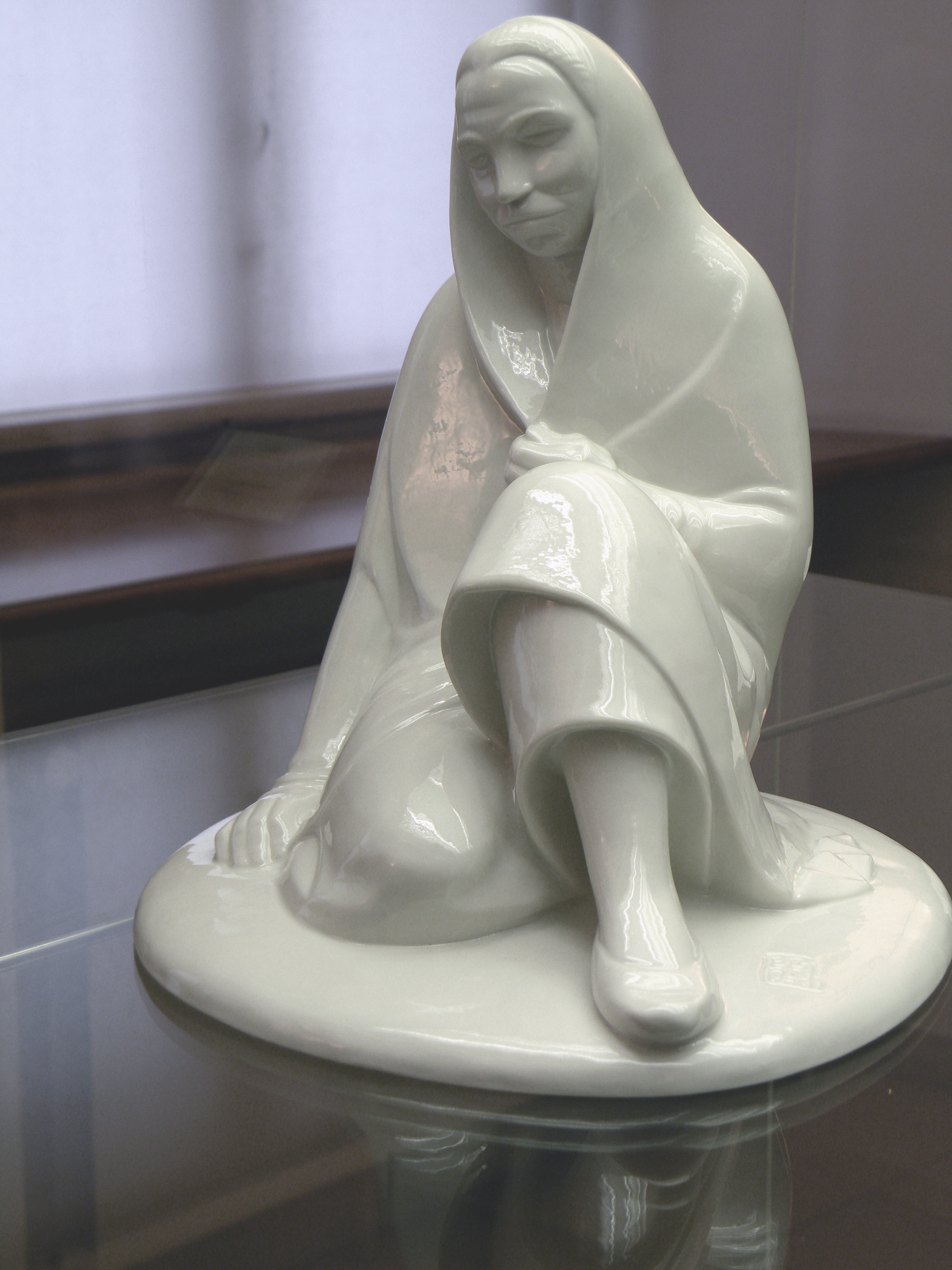
Сидящая

## Оценка деятельности
Бертольт Брехт причислил Барлаха к числу величайших скульпторов, которые когда-либо работали в Германии. Брехт так расценивал работы Барлаха: «Красота без приукрашивания. Величие без морализирования. Гармония без лоска. Жизненная сила без жестокости».
Генрих Манн в своём письме обращался к нему, как мастеру, честному как в своих сочинениях, так и произведениях, человеку с Большой Буквы, который зорко видит, глубоко мыслит и, наконец, учит думать.
Барлах оставил также ряд литературных сочинений. Его драма «Мертвый день» получила высокую оценку Томаса Манна.
В 1998 году к югу от Гюстрова сооружено музейное здание, где хранится около 2000 набросков, рукописей и около 400 скульптур Барлаха.

### Литературные произведения
- Русский дневник (1906)
- Мертвый день (1912, драма)
- Гюстровский дневник (1917)
- Бедный кузен (1918, драма)
- Настоящие Седемунды (1920, драма)
- Подкидыш (1922, драма)
- Всемирный потоп (1924, драма)
- Пьяный Болл (1926, театральная пьеса)
- Жизнь её собственными словами (1928, автобиография)
- Славное времечко (1929, драма)
- Украденная луна (1948, роман, посмертно)
- Граф фон Ратцебург (1951, драма, посмертно